# Johann Friedrich Hellmuth
Johann Friedrich Anton Hellmuth (1744 in Braunschweig oder Wolfenbüttel – 24. Juli 1785 in Schwedt/Oder) war ein deutscher Sänger, Theaterschauspieler und Komponist.

## Leben
Hellmuth war Sohn des Kammermusikers am Herzoglichen Hof von Braunschweig-Wolfenbüttel Johann Martin Hellmuth. Er besuchte ab 1757 das Johanneum in Hamburg und wirkte von 1766 bis 1767 als Korrepetitor bei Theaterdirektor Conrad Ernst Ackermann. Anschließend reiste er mit den Theatertruppen von Joseph Felix von Kurz, Franz Joseph Sebastiani und Theobald Hilarius Marchand. Am 26. Februar 1770 heiratete er seine Kollegin Maria Franziska Wolff in Mainz.
Von 1778 bis 1781 leitete Hellmuth gemeinsam mit Gustav Friedrich Großmann das kurfürstliche Hoftheater in Bonn. Danach gab er mit seiner Frau Gastspiele in verschiedenen Städten, bis er im Frühjahr 1785 am markgräflichen Hoftheater in Schwedt wieder eine feste Anstellung erhielt.
Hellmuth ist der Vater der Schauspielerin Marianne Hellmuth; seine jüngere Geschwister sind Carl Christian Hellmuth und Johann Georg Gottlob Hellmuth.